# Línea 10 (Metro de Barcelona)
La Línea 10 del metro de Barcelona (L10) es una línea automática de ferrocarril metropolitano del metro de Barcelona aún sin terminar. La infraestructura es propiedad de la Generalidad de Cataluña y está operada por Transportes Metropolitanos de Barcelona (TMB). La línea está actualmente en construcción y presta servicio a pasajeros de forma parcial en dos tramos, denominados L10 Nord (Norte) y L10 Sud (Sur). Cuando esté terminada discurrirá entre las estaciones de Pratenc y Gorg. Comparte parte de la infraestructura junto con la línea 9. 
Da servicio a los municipios de Barcelona, Badalona, Hospitalet de Llobregat y El Prat de Llobregat. Entre Bon Pastor y Gornal la L9 y la L10 compartirán trazado y andenes. Desde la estación de Gorg a Motors, los trenes circulan subterráneamente con vías a diferentes niveles, y de Zona Franca a Pratenc mediante un viaducto de 6,5 m de altura.
El primer servicio comercial de la L10 fue inaugurado el 18 de abril de 2010 entre la estación badalonesa de Gorg y la barcelonesa de Bon Pastor, un tramo de 3,4 kilómetros de longitud. A finales de junio del 2010 se abrió el segundo tramo de la línea hasta la estación de la Sagrera.
El 8 de septiembre de 2018 se inauguró el tramo entre Collblanc y Foc de la línea 10 sud.
El 2 de marzo de 2019 se inauguró la estación de Provençana, y el 23 de noviembre de ese mismo año se puso en servicio la estación de Ciudad de la Justicia. El 1 de febrero de 2020, se inauguró la estación Zona Franca en la línea 10 sud. El 7 de noviembre de 2021 se inauguraron tres estaciones situadas en el viaducto de la calle A del polígono industrial de la Zona Franca: Port Comercial | La Factoria, Ecoparc y ZAL | Riu Vell.

## Características generales
La línea 10 tiene una longitud en servicio de 11,1 kilómetros, 17 estaciones, 18 trenes en hora punta y el año 2010 se realizaron un total de 4,7 millones de trayectos, siendo de las últimas líneas por volumen de pasajeros junto a la L11. Actualmente se encuentra en funcionamiento el ramal Besòs y tres estaciones compartidas con la L9, uniendo Gorg y Sagrera. El 8 de septiembre de 2018 se inauguró el tramo entre Collblanc y Foc de la L10 Sud.
El trazado de la línea, en su tronco central, describe un arco que cruza los barrios de Barcelona más alejados del mar, permitiendo así una conexión hasta ahora inexistente entre ellos, y permitiendo a la vez ir conectando con todas las líneas de metro y tren de la ciudad, que hasta ahora tenían un esquema radial, permitiendo mallar la red de transporte, y evitar desplazamientos innecesarios hasta el centro de la ciudad.
Entre la estación de Bon Pastor y Gornal la L9 y la L10 comparten un mismo trazado y andenes. La bifurcación se produce a partir de la estación de Gorg a Motors, donde los trenes circulan subterráneamente, en vías a diferentes niveles, y de Zona Franca a Pratenc mediante un viaducto.
- Ramal Llobregat: Pratenc -  Provençana (10 estaciones)
- Tramo compartido:  Can Tries | Gornal -  Bon Pastor (20 estaciones)
- Ramal Besòs:  Llefià -  Gorg (3 estaciones)

### Material rodante
Los trenes que circulan en la línea 9 son los mismos que los de la línea 2, trenes de la serie 9000 de Alstom. Los trenes utilizan el sistema ATC-S de conducción automática que permite la circulación de los ferrocarriles sin conductor.

### Municipios cubiertos
Los municipios cubiertos por la línea son: Badalona, Barcelona, Hospitalet de Llobregat y el Prat de Llobregat (área industrial y logística). En la ciudad de Barcelona transcurre por seis distritos: Les Corts, Gracia, Horta-Guinardó, Sant Andreu, Sarrià-Sant Gervasi y la Zona Franca en el distrito de Sants-Montjuic.

### Construcción

Sección del túnel y sección de las estaciones y zona de andenes.

La construcción se realiza mediante el método de construcción con tuneladora, salvo algún tramo en pantalla y los viaductos del ramal de la Zona Franca. En los primeros, el túnel se construye con tuneladoras que utilizan el medio del escudo EPB (Earth Pressure Balance), a medida que se avanza en la perforación se realiza una dovela, haciendo un túnel de 11,70 metros de diámetro, lo que permite la construcción de las estaciones y las instalaciones auxiliares dentro del mismo túnel. El trazado es soterrado en su mayor parte (43,71 km) y cada vía y andén pasará por un mismo túnel pero a niveles diferentes, una sobre la otra.
La mayoría de estaciones se encuentran entre 25 y 50 metros de profundidad para evitar problemas de afección a la superficie. Las estaciones que se encuentran en las partes profundas del túnel han sido construidas mediante pozos circulares, a excepción de la Salut que es rectangular.

### Estaciones
Todas las estaciones están adaptadas a personas con movilidad reducida. Hay un total de siete estaciones de las que ese encuentran en servicio con correspondencia con otras líneas de metro, TRAM y trenes de Cercanías.
| Estación                               | Metro | Otros                              |
| -------------------------------------- | ----- | ---------------------------------- |
| Tramo Sur                              |       |                                    |
| desde Can Tries-Gornal hasta Collblanc |       |                                    |
| Torrassa                               |       |                                    |
| Collblanc                              |       |                                    |
| desde Collblanc hasta Can Tries-Gornal |       |                                    |
| Tramo Norte                            |       |                                    |
| desde La Sagrera hasta Bon Pastor      |       |                                    |
| La Sagrera                             | obras |                                    |
| Sagrera-TAV                            | obras | obras · Autobús de largo recorrido |
| desde Bon Pastor hasta La Sagrera      |       |                                    |
| Gorg                                   |       |                                    |

### Conducción automática
Los trenes de la línea L10 circulan sin conductor gracias a un sistema de control automático. Estos trenes tienen una longitud de casi 90 metros y 5 coches continuos, donde hay espacio para 960 personas en cada uno.
Los trenes no disponen de conductores ya que disponen del modo de conducción MTO (Manless train operation), sistema que permite la operación sin personal a bordo. Únicamente disponen de un Técnico de Operación de Líneas Automáticas (TOLA).

### Accesibilidad y seguridad
Todas las estaciones están adaptadas para personas con movilidad reducida. Además cuentan con ascensores de alta capacidad y se desplazan rápidamente uniendo los vestíbulos de las estaciones con los andenes. Estos ascensores están coordinados con la llegada de los trenes.
- Hay escaleras de emergencia con salidas independientes.
- Todos los andenes están protegidos con puertas de cristal. Cuando los trenes entren en la estación, se abren las puertas del mismo y de los andenes de manera coordinada.

## Servicio comercial
L10 Norte
Actualmente la L10 Norte circula entre Gorg y La Sagrera. Una vez entre en servicio el tramo común hará el recorrido entre Gorg y Pratenc. 
L10 Sur

Esquema de la L10 Norte

A partir del 8 de septiembre de 2018, con la entrada en funcionamiento de las estaciones de Foc y Foneria, se estableció el nuevo servicio comercial de la L10 Sur, comprendido en un primer momento entre Collblanc y Foc. El 2 de marzo de 2019 se inauguró la estación Provençana, el 23 de noviembre de 2019 se inauguró Ciudad de la Justicia y el 1 de febrero de 2020 la estación Zona Franca. El 7 de noviembre de 2021 se abrió al público el tramo hasta la estación ZAL-Riu Vell. En 2026 se abrirá la estación de Motors, con la puesta en funcionamiento del tramo común de la línea entre Zona Universitària y La Sagrera.

Esquema de la L10 Sur

## Historia

Proyecto de las líneas 9 y 10

### Antecedentes
El proyecto de las líneas 9 y 10 no apareció hasta finales de la década de 1990. En 1999 la Generalitat decidía construir esta línea, que enlazaría los municipios de Badalona, Santa Coloma de Gramenet, Barcelona, Hospitalet de Llobregat y el Prat de Llobregat a lo largo de un túnel de 42 km y 46 estaciones, túnel que sería el más largo de Barcelona y cruzaría la ciudad transversalmente, casi en paralelo a la ronda del Mig.
Anteriormente ya se había proyectado una línea para unir Santa Coloma de Gramenet y la Zona Franca de Barcelona sin ramales y sin llegar al aeropuerto. El proyecto llamado línea VI estaba incluido en el Plan de Metros de 1971 que posteriormente al Plan de Metros de 1974 variaría el trazado en el Barcelonés norte para hacerla llegar a Montigalà (Badalona) en vez de Santa Coloma.
Al planes posteriores se abandonan los proyectos de ampliar la red hacia la Zona Franca, en 1997 se crea la Autoridad del Transporte Metropolitano (ATM), aglutinando diferentes administraciones responsables y se inicia el planeamiento de forma más global integrando las líneas de Renfe, FGC, TMB (FMB y Bus). En 1997 aparecía por primera vez el proyecto de la línea 9, coincidiendo con la creación de la ATM, el Plan Director de Infraestructuras elaborado por la ATM fue aprobado en 2002, siendo esta línea la inversión más importante del PDI.

### Inicio de las obras y previsiones iniciales

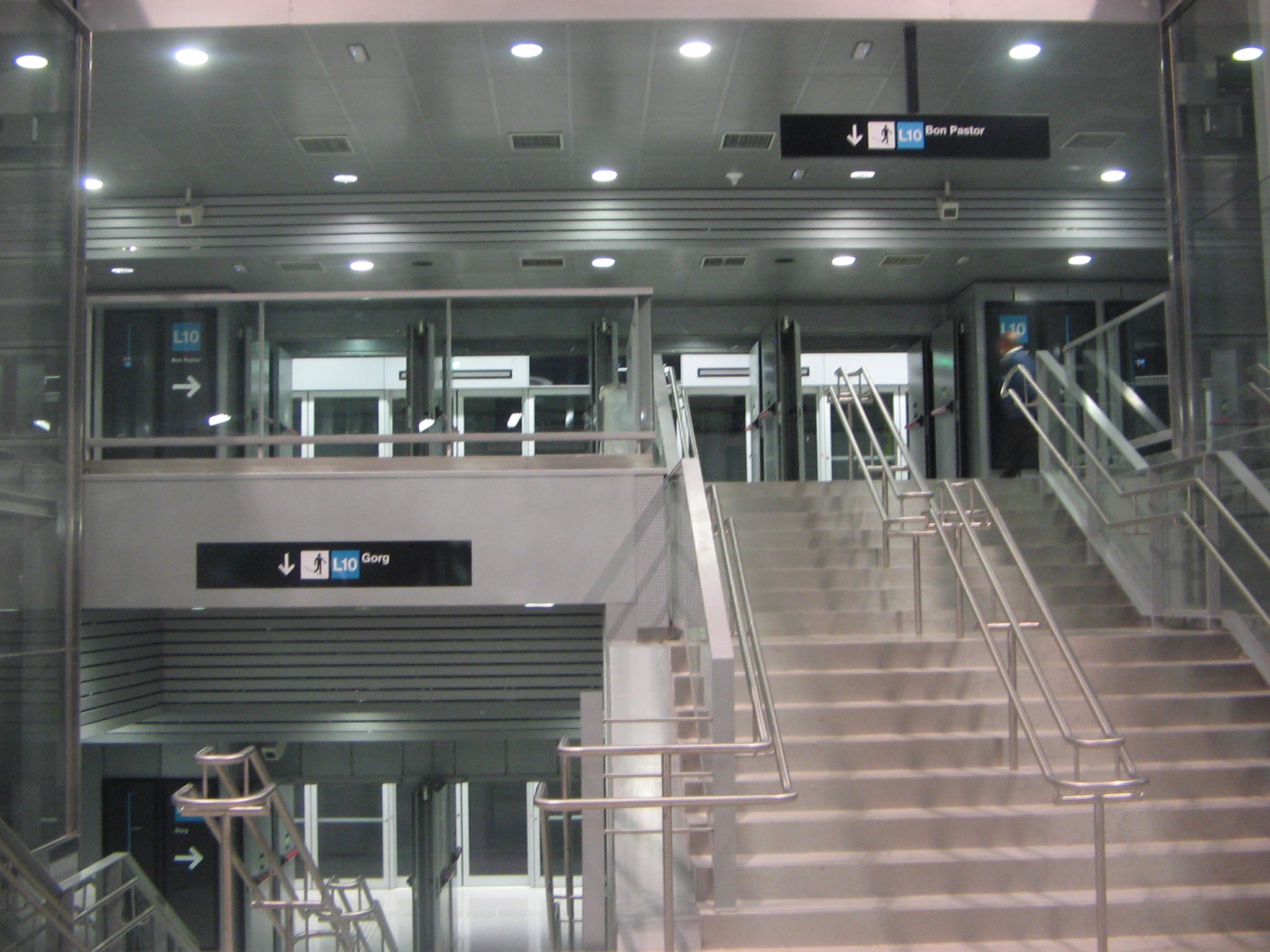
Vestíbulo de la estación de Llefià.

Las obras comenzaron en septiembre de 2003 en el ramal de la L10 de Badalona con un coste inicial previsto de 1.947 millones de euros. Se preveía que el tramo IV, entre Can Zam, Gorg y Sagrera, entraría en funcionamiento en 2004 y el resto de la línea en 2007. En 2004 el presupuesto ya ascendía a 3.000 millones y la entrada de funcionamiento del tramo IV pasaba al 2006.
En el año 2004 se habían iniciado las obras en la mayoría de estaciones de los ramales de Santa Coloma y Badalona y en las estaciones de Bon Pastor y Once de Septiembre, mientras que en el resto se iniciaban trabajos previos. Se adjudicó en marzo el tramo del aeropuerto y las obras en la estación de Sagrera. Mientras los ramales del aeropuerto y la Zona Franca no estaban del todo concretados, a la espera de saber si los trenes de alta velocidad harían parada en el Prat.
En julio comenzaron las obras en la Zona Franca y en agosto a la altura del Hospital de la Santa Cruz y San Pablo. En septiembre la tuneladora de Santa Coloma llegaba al pozo de bifurcación del Besós desde donde sería desmontada y extraída. En Sant Andreu el mes de noviembre hubo un nuevo susto y las obras se detuvieron por el peligro de toparse con los cimientos de unas viviendas del barrio y que obligaron a iniciar estudios para determinar la mejor solución. A finales de mes todavía estaba la tuneladora parada. A la vez que se hacían las perforaciones se comenzaban las obras en las estaciones. A finales de 2005 había una quincena de estaciones en obras.

### Contratiempos en el avance de las obras

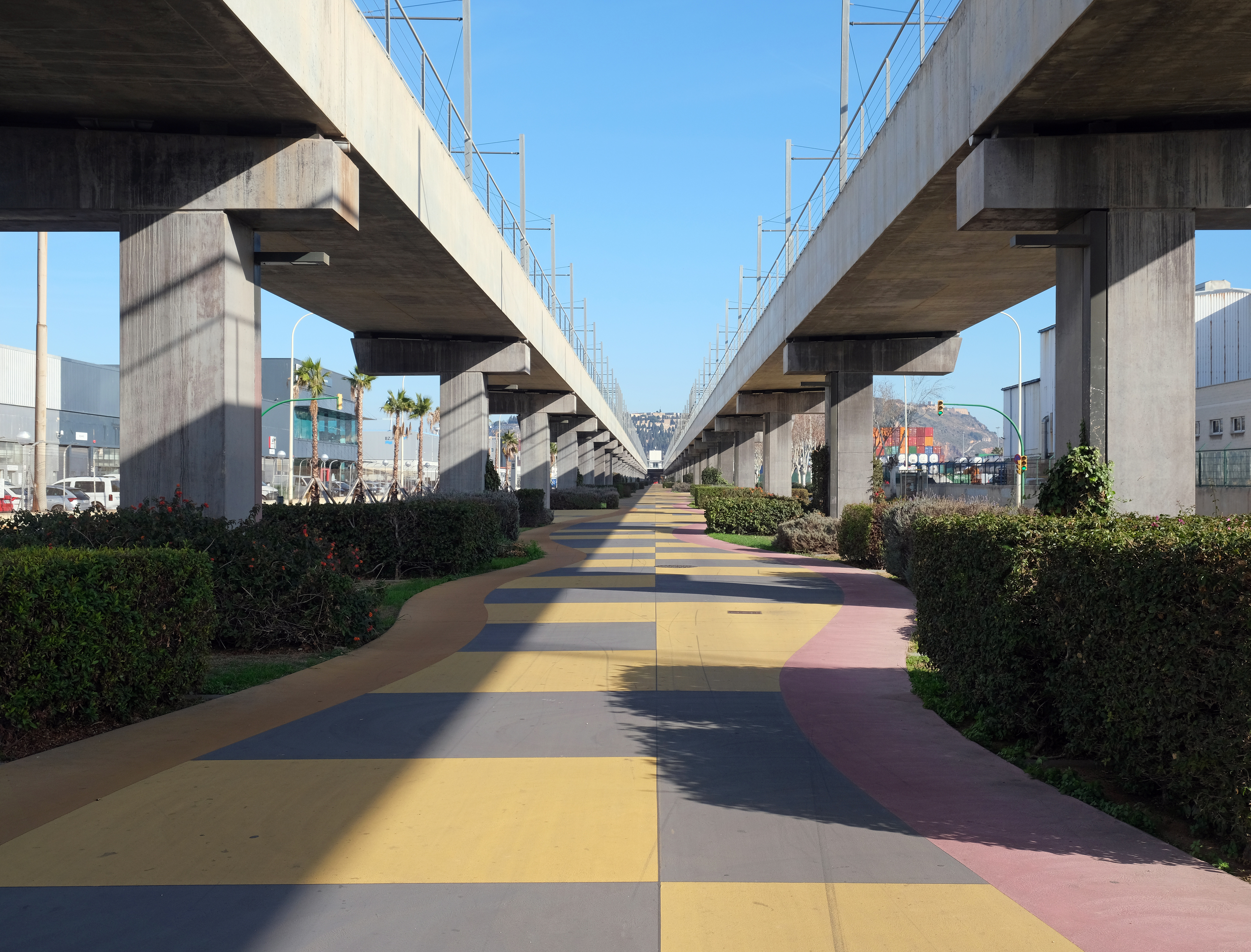
Viaducto de la L10 que recorre la calle A de la Zona Franca.

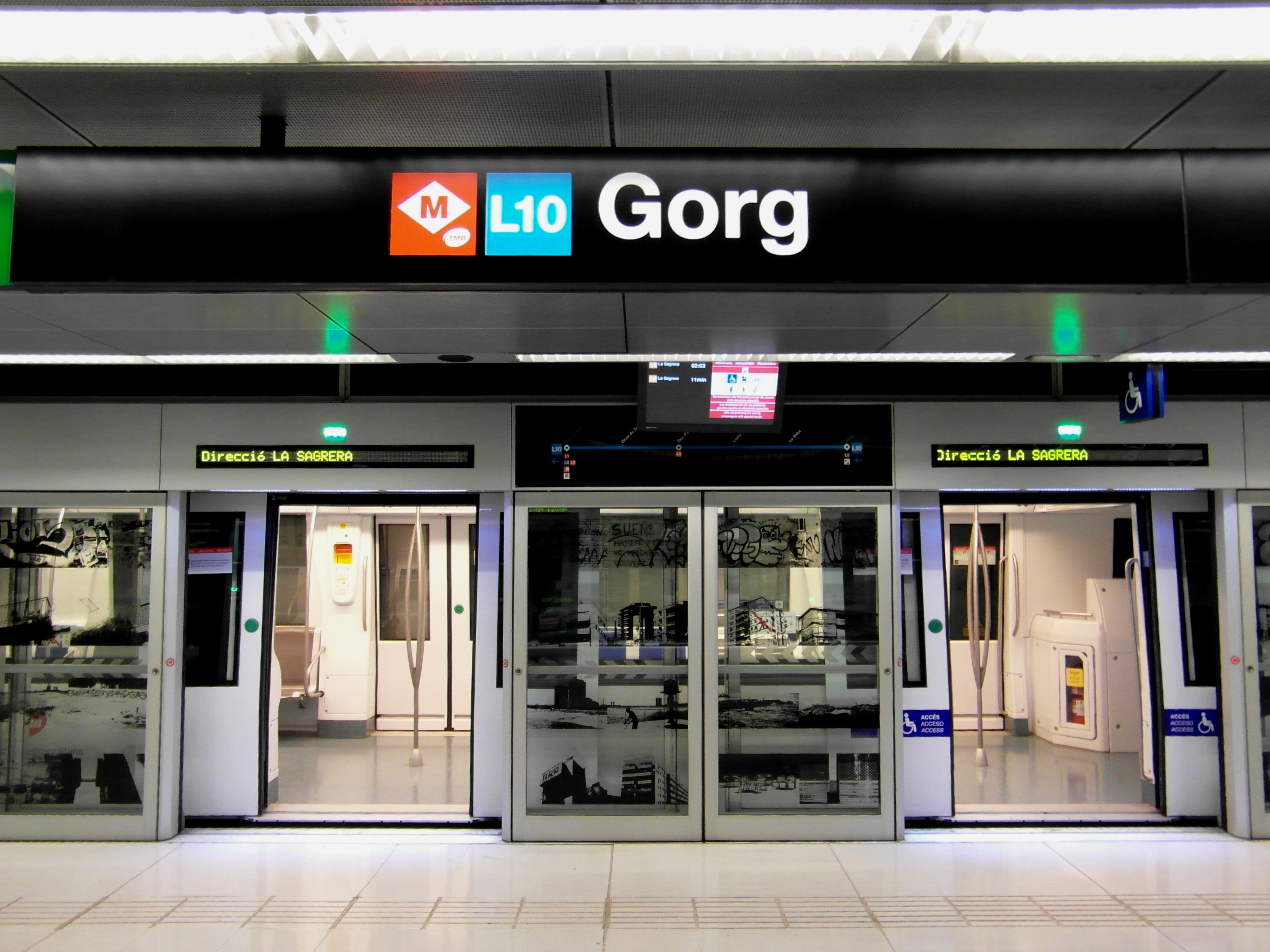
Detalle de las puertas de andén de la estación de Gorg.

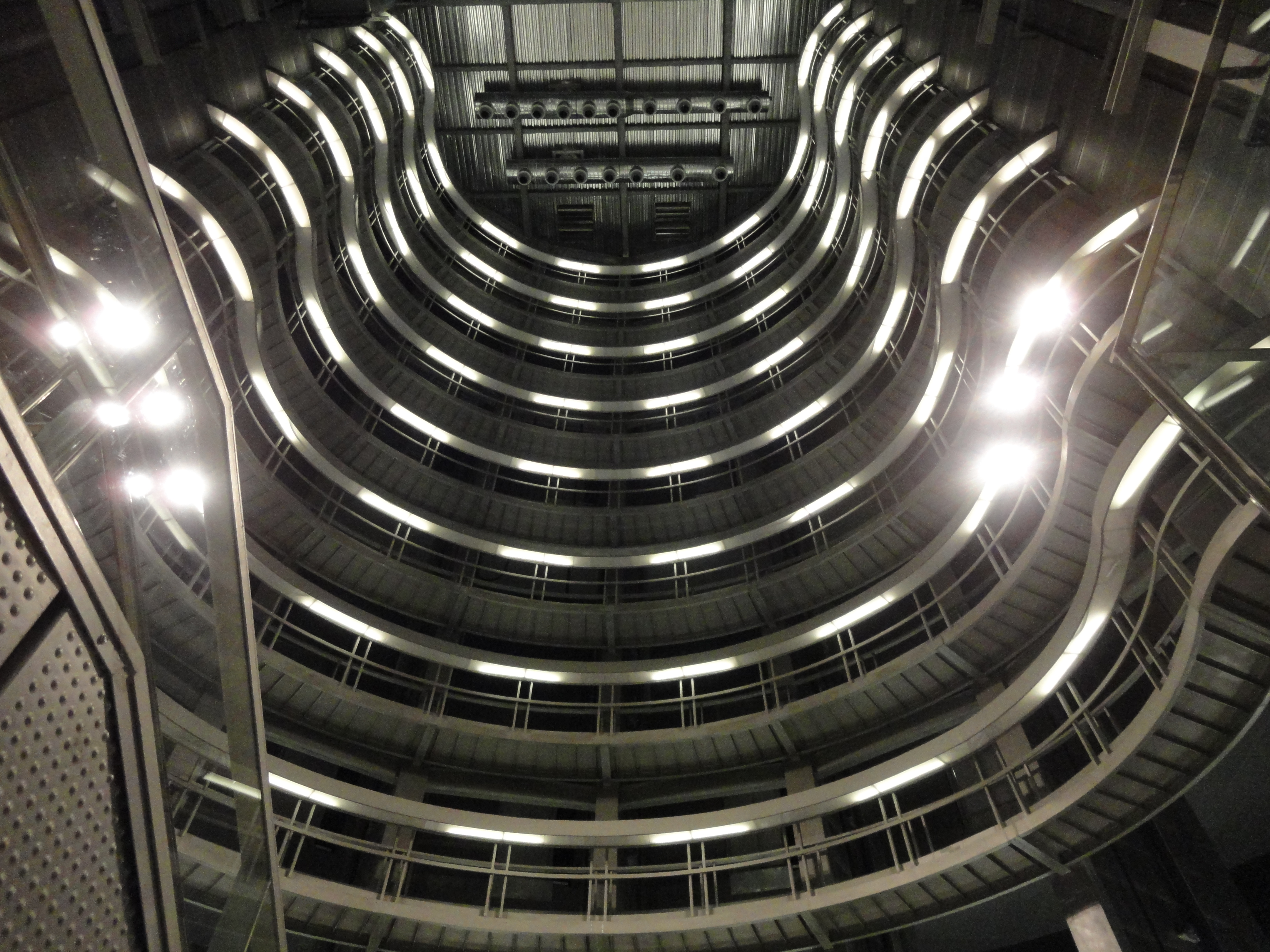
Estación de Llefià.

Una de las primeras dificultades que aparecieron durante la construcción fue la adquisición de los ferrocarriles, que hacía retrasar un año la previsión inicial de puesta en funcionamiento del tramo Badalona-Sagrera.
El 2005 se iniciaba con una de las dos tuneladoras averiada en Buen Pastor. La avería se había producido por la colisión con un terreno más granítico y duro de lo esperado y que dañó los mecanismos de corte. Según el Departamento de Política Territorial y Obras Públicas a finales del mes de marzo se podrían retomar las excavaciones en la Sagrera. La tuneladora de Can Zam avanzaba a mejor ritmo aunque también se topó con un arroyo subterráneo imprevisto en Santa Coloma. A mediados de abril la tuneladora que había estado en Bon Pastor retomaba los trabajos pero una avería en el transformador eléctrico provocó que estuviera parada dos semanas más. Durante los siete meses de parada, las constructoras aprovechaban para avanzar la colocación de la losa que dividía horizontalmente el túnel y sobre la que se colocaría una de las vías.
El retraso acumulado hacía imposible que la línea entre Sagrera, Gorg y Can Zam se abriera en 2006, tal como decían las últimas previsiones. El Consejero de Política Territorial y Obras Públicas advertía que la revisión de todos los túneles en construcción del metro de Barcelona después de la hundimiento del Carmel conllevaría «un retraso aún no computable» a todo el conjunto de la línea 9. La Cámara de Comercio de Barcelona estimaba que el primer tramo se estrenaría a finales de 2007 y el resto entre el 2012 y 2013.
En julio comenzaron las obras en la Zona Franca y en agosto a la altura del Hospital de la Santa Cruz y San Pablo. En septiembre la tuneladora de Santa Coloma llegaba al pozo de bifurcación del Besós desde donde sería desmontada y extraída. En San Andrés el mes de noviembre hubo un nuevo susto y las obras se detuvieron por el peligro de toparse con los fundamentos de unas viviendas del barrio y que obligaron a iniciar estudios para determinar la mejor solución. A finales de mes todavía estaba la tuneladora parada. A la vez que se hacían las perforaciones se comenzaban las obras en las estaciones. A finales de 2005 había una quincena de estaciones en obras.
Aunque el método constructivo de tuneladora es el más seguro para excavar túneles en zona urbana, no está exento de molestias y sustos, y después del hundimiento del Carmel durante la construcción de la prolongación de la línea 5 del metro de Barcelona hacia la Vall d'Hebron, puso en alerta tanto a vecinos como técnicos.
A raíz del accidente del Carmel el gobierno catalán autorizó la modificación de diversas actuaciones de construcción de la línea 9 «por motivos técnicos, de viabilidad y seguridad». Las principales modificaciones fueron construir una nueva estación en la calle Motors en la Zona Franca, habilitar una conexión directa con la futura prolongación de la línea 2 en la Feria y construir un único túnel en el tramo entre las estaciones de Once de Septiembre y la Sagrera. Estos cambios suponían una subida de 400 millones de euros al coste de la obra (3.467 M de euros en total). GISA puso en marcha 185 nuevos sondeos geológicos para mejorar el conocimiento del trazado.
En abril de 2005 un total de 254 de denuncias habían llegado al DPTOP por parte de vecinos de Santa Coloma, Badalona y Barcelona por las afectaciones de las obras. Un portavoz del DPTOP aseguraba que todas las denuncias se habían analizado y sólo 18 se reconocieron como relacionadas con las obras. A finales de 2005 el consejo municipal del distrito de Sarrià - Sant Gervasi se comprometió a constituir una comisión de seguimiento de las obras en el distrito por la tranquilidad de los vecinos.

### Intercambiador de la Sagrera
A mediados de 2006 estaban en construcción veintidós de las estaciones de las cincuenta y una previstas en aquella época. Las obras de la estación de Sagrera habían comenzado en 2004 y estaba previsto finalizarla para el año 2008, fecha en que se tenía que poner en funcionamiento el tramo IV de la L9. A comienzo de año se construyeron los nuevos andenes y pasillos que debían comunicar la L1 con la L5 y las líneas 9 y 10.

### Inauguración parcial

Evolución de la L9 nord y L10 nord

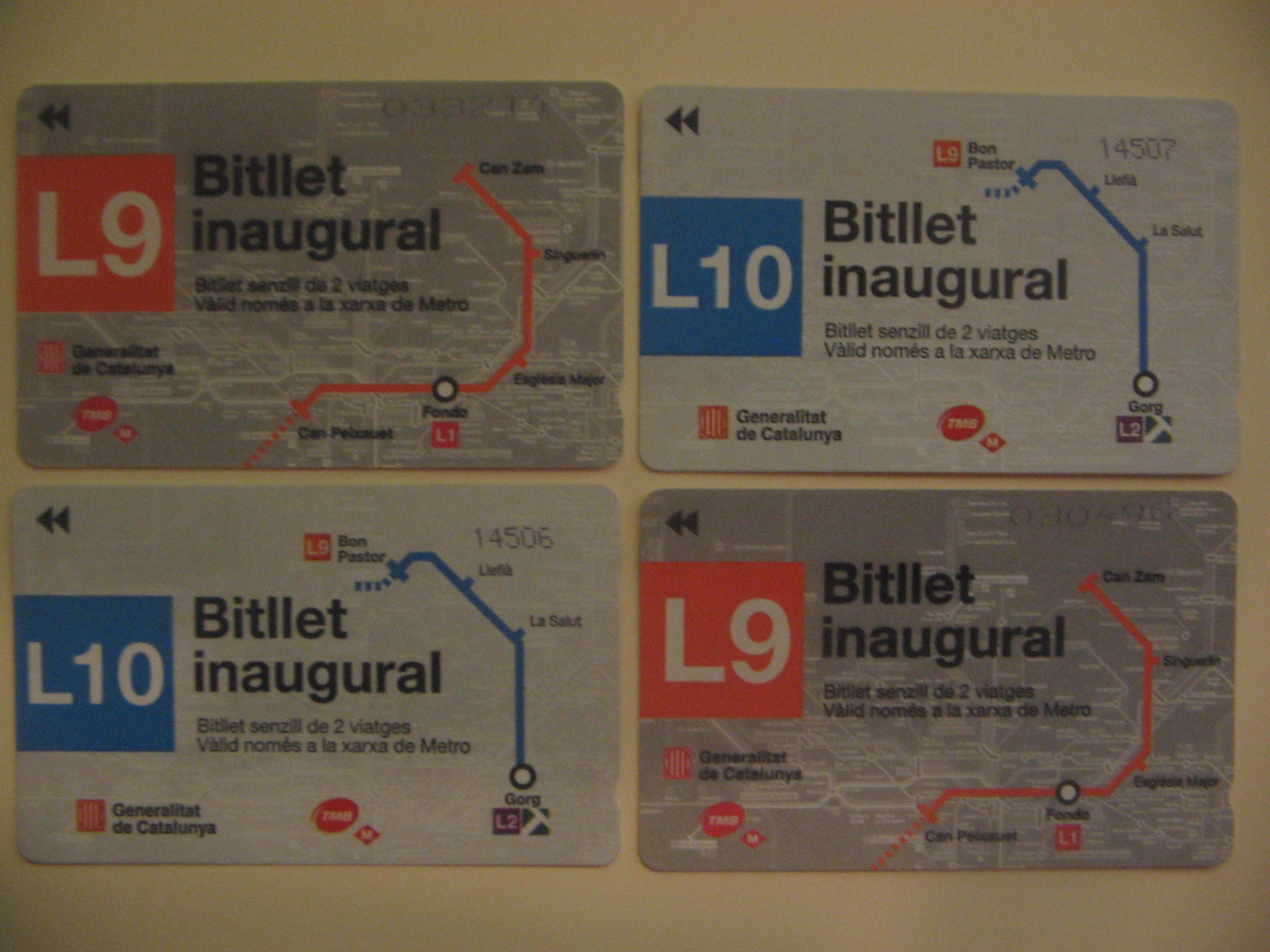
Billete gratuito repartido a los usuarios el día de la inauguración de la L9 y el de la L10.

El 18 de abril de 2010 se produjo la inauguración del primer tramo de la L10 de forma conjunta con la primera prolongación de la línea 9, abriendo el ramal de la L10 desde la estación de Gorg (Badalona) a Bon Pastor (Barcelona). El mismo 2010 se amplió con dos estaciones entre Bon Pastor y la Sagrera. Las obras de esta estación no siguieron el mismo curso que el resto de las de Santa Coloma porque estuvo preciso realojar a las familias afectadas por la liberación de suelo y la creación del pozo que comunica el vestíbulo de acceso con los andenes.

### Recortes y priorización de tramos
En el año 2011, coincidiendo con el cambio de gobierno en la Generalidad de Cataluña y los recortes generalizados al presupuesto del gobierno catalán, el nuevo consejero de Territorio y Sostenibilidad Lluís Recoder anunció que el departamento se planteaba no construir algunas estaciones momentáneamente para recortar el presupuesto y no paralizar totalmente las obras. En marzo se anunció que las estaciones escogidas para ralentizar su construcción eran Muntanya, Manuel Girona, Motors, Eixample Nord y Ciutat Aeroportuària. En el caso de Motors y Eixample Nord para que los barrios donde se ubicarán aún no están construidos.
En junio del 2011, el departamento de Territorio y Sostenibilidad, anunciaba que los ramales del aeropuerto y la Zona Franca no entrarían en servicio hasta 2014, anteriormente previstos para el 2012 (inicialmente para el 2007). En los presupuestos del 2012 de la Generalidad de Cataluña se reservaron 54 millones de euros para terminar los ramales del aeropuerto y la Zona Franca entre aeropuerto y Collblanc, tramo prioritario por el gobierno según el director general del departamento.
La tuneladora del ramal de la Zona Franca retomó los trabajos en julio de 2011 para poder entrar en servicio en 2014, en ese momento estaban construidos 43 de los 50 km previstos (85% del total) y estaban finalizados tres ramales (dos de ellos abiertos) quedando pendiente el ramal de la Zona Franca, cuyo viaducto está finalizado, y el tramo central.
A principios de enero de 2012 la Generalitat puntualizó que retrasaba la puesta en marcha del ramal de la Zona Franca L10 sin afectar al ramal del aeropuerto, aunque este segundo necesita que el primero esté finalizado parcialmente para poder acceder a las cocheras de la Zona Franca. En noviembre de 2012 se puso en marcha la tuneladora en la Zona Franca que llevaba desde finales del 2011 parada. La perforación de este tramo de 800 metros hasta la bifurcación con el ramal del aeropuerto era imprescindible para que el metro llegara al aeropuerto en 2014, mientras se utiliza el ramal de la Zona Franca como túnel de servicio para llegar en las cocheras y suministrar electricidad a la línea.

### Inauguración de nuevos tramos

Evolución de la L9 sud y L10 sud

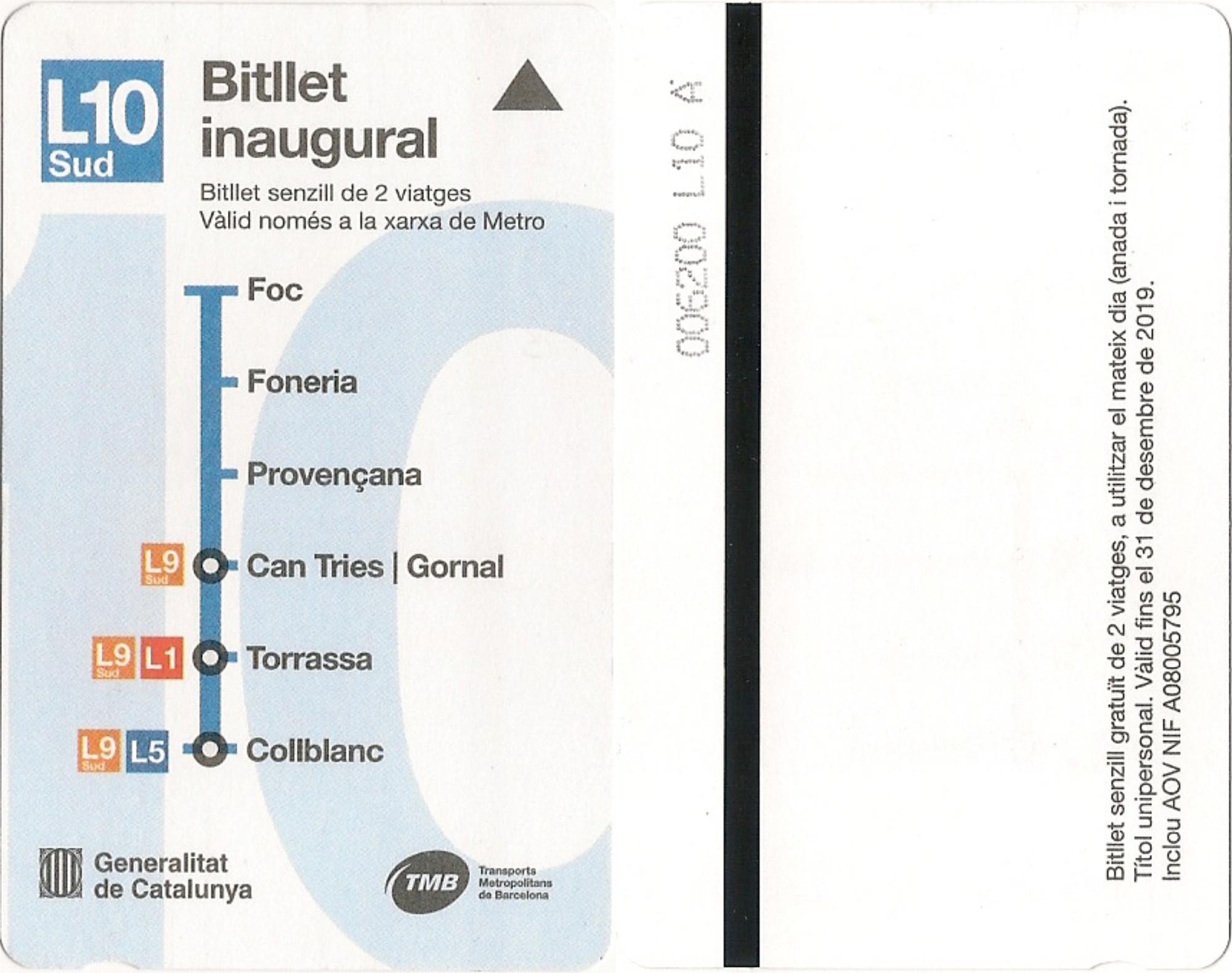
Billete inaugural del día 2 de marzo de 2019 día con motivo de la inauguración de la estación de Provençana.

En febrero de 2016 se inauguró el tramo sur de la L9. Una vez se finalizó la inauguración se retomaron las obras del tramo sur de la L10. El 8 de septiembre de 2018 se inauguró el tramo sur de la L10, entre Collblanc y Foc, que incluye las nuevas estaciones de Foneria y Foc. El 2 de marzo de 2019 se inauguró la estación de Provençana y el 23 de noviembre de 2019 se puso en marcha la estación de Ciutat de la Justícia. El 1 de febrero de 2020 se abrió la estación de Zona Franca en el tramo del viaducto de la L10 Sud. Por último, el 7 de noviembre de 2021 se abrieron al público tres estaciones más en el viaducto de la calle A del polígono industrial de la Zona Franca: Port Comercial | La Factoria , Ecoparc y ZAL | Riu Vell. Así, quedaría completo el tramo sur a falta de la estación de Motors y la ampliación hasta la estación de Pratenc.
En 2022 se reanudaron las obras del tramo central, cuya finalización está prevista para 2029.